# Foster's Home for Imaginary Friends
Foster's Home for Imaginary Friends (in de Nederlandse versie ook wel Fosters Tehuis voor Fantasievriendjes of Fosters Tehuis voor Denkbeeldige Vriendjes) is een animatieserie die wordt uitgezonden op Cartoon Network sinds 13 augustus 2004. In Nederland en Vlaanderen ging de serie in première op 7 maart 2005.
De serie is gemaakt door Craig McCracken, die ook onder andere Dexter's Laboratory en The Powerpuff Girls maakte.

## Plot
Wanneer Mac van zijn moeder te horen krijgt dat hij een beetje oud is geworden voor zijn fantasievriendje, Bloo, en hij hem weg moet doen, zien Mac en Bloo een reclame op tv over Fosters tehuis voor fantasievriendjes en komen ze tot het besluit om Bloo daarnaartoe te sturen.
Ook al was Mac gewaarschuwd dat ieder fantasievriendje dat naar het tehuis wordt gestuurd dan ook open staat voor adoptie, heeft hij het toch voor elkaar gekregen om voor Bloo een uitzondering te maken. Bloo mag dus in het tehuis wonen en Mac kan hem elke dag bezoeken.

## Hoofdpersonages
MacMac is een achtjarig jongetje met bruin, halflang haar en een vierkant hoofd. Hij heeft een puisterig, dertienjarige broer genaamd Terrence die hem en Bloo haat. Mac bezoekt dagelijks Fosters, maakt het lijkt er zelden nog alleen voor Bloo te zijn, aangezien hij veel vrienden heeft gemaakt met de andere fantasievriendjes, zoals Wilt, Eduardo en Coco. Het is ook de vraag hoe Bloo Macs fantasievriendje kan zijn, aangezien Bloo een andere persoonlijkheid heeft dan Mac en hij zich ook vaak aan Bloo ergert.
BlooBlooregard Q. Kazoo is Macs fantasievriendje en heeft veel weg van een blauw Pac-Manmonstertje, en is dus een erg simpel figuurtje. Hij heeft een egocentrisch en eigenwijs karakter en vindt het niet erg om anderen de waarheid te vertellen, hoe beledigend of rampzalig dat ook kan uitlopen. Hij vindt dat hij op de eerste plaats staat en ook al luistert hij slecht naar Mac, geeft hij toch duidelijk veel om hem. In de Nederlandse versie werd hij ingesproken door Rolf Koster.
Mevrouw FosterMevrouw Foster is een oude dame die Fosters tehuis heeft opgericht. Ze heeft zelf ook een fantasievriendje, Mr. Hazeman genaamd, die ook in het tehuis woont en zelfs de leiding heeft. Ook haar kleindochter, Francien, woont en (vooral) werkt in het tehuis. Mevrouw Foster is erg vriendelijk en al lijkt ze op het eerste gezicht op een 'normale' oude dame, ze is erg energiek en stelt een wild feestje op prijs. Ze wordt ook aanbeden door de andere fantasievriendjes, aangezien zij speciaal voor gedumpte en verdwaalde vriendjes een onderkomen heeft gezorgd en ook nieuwe 'baasjes' regelt. In de Nederlandse versie werd ze ingesproken door Hetty Heyting.
Mr. HazemanMr. Hazeman is het fantasievriendje van mevrouw Foster. Hij is een reuze haas in een net pak met het karakter van een oude man. Hij heeft over het algemeen de leiding over het tehuis en verdeeld dus de taken en klusjes over de fantasievriendjes, en vooral Francien. Niemand vindt meneer Hazeman echt aardig, behalve waarschijnlijk mevrouw Foster, en ze drijven vaak de spot met hem.
FrancienFrancien is het 22-jarige kleindochter van mevrouw Foster die in het tehuis woont. Ze heeft rood haar in een staart en is lang en slank. Zij doet de vuile klusjes, de boodschappen en het oplossen van conflicten in het huis. Ook al haat ze het werk dat ze moet doen, en Hazeman die haar dat laat doen, krijgt ze wel betaald voor haar werk. Zij werd ook ingesproken door Hetty Heyting.
WiltWilt was het allereerste vriendje waar Mac en Bloo het eerste aan werden voorgesteld. Hij is heel erg lang, rood, mist zijn linkerarm én zijn linkeroog is beschadigd. Hij is verzonnen door een jongetje dat veel basketbalde en uiteindelijk zelf een topbasketballer is geworden. Toen Wilts kind werd uitgedaagd door een gemeen jongetje in een basketbalwedstrijd, raakte Wilt gewond door het kwaadaardige fantasievriendje van de tegenstander. Wilts arm kwam onder het gewicht van het fantasievriendje terecht en de bal op zijn linkeroog. Nadat Wilt en zijn kind verloren hadden, geloofde Wilt dat zijn kind zo erg teleurgesteld in hem was, dat hij maar beter weg kon gaan. Zo kwam Wilt in Fosters tehuis terecht. Wilt is een erg vriendelijk wezen, met een rustige stem en respect voor iedereen. Hij vindt het moeilijk zich een keer niet te verontschuldigen.
EduardoEduardo was het fantasievriendje van een kind dat nu politieagente is in de stad. Hij ziet haar soms nog steeds als hij met de anderen naar de stad gaat, en zijn relatie met haar is nog steeds goed. Eduardo is een groot monsterachtig wezen, met een doorgetrokken wenkbrauw, grote hoorns, scherpe, uitstekende tanden en een paarse vacht. Ondanks zijn monsterlijke uiterlijk, is Eduardo's karakter ver het tegenovergestelde. Hij is een kinderlijk figuur dat snel bang is van alles om zich heen, waardoor Bloo het dan weer nodig vindt hem belachelijk te maken.
CocoCoco was gevonden in een ver oerwoud, maar wie haar heeft verzonnen is onbekend. Ze heeft het uiterlijk van een vogel, terwijl haar lichaam een soort vliegtuig is en haar hoofd een palmboom. Ze kan niks anders dan coco zeggen, en hoewel Mac en Bloo haar in het begin niet konden verstaan, kunnen ze dat nu wel net als alle andere bewoners van Fosters. Coco is op sommige momenten erg serieus, maar meestal is ze verwarrend en vreemd. Ze heeft de gave om eieren te leggen waarvan ze zelf de inhoud kan bepalen.